# Edourdo Requin
Edourdo Requin, francoski general, * 1879, † 1953.